# Felkavaró tartalom
A Felkavaró tartalom (eredeti cím: Trigger Warning) Neil Gaiman ötödik, 2015-ben megjelent novellagyűjteménye, amely 25 történetet és verset tartalmaz. Magyarul 2015-ben jelent meg a Agave Kiadó jóvoltából, Galamb Zoltán, Gálla Nóra, Juhász Viktor, Orosz Anna, Pék Zoltán, Török Krisztina fordításában.

## Tartalomjegyzék
- Hogyan rakjunk össze széket (Making a chair)
- Holdlabirintus (A lunar labyrinth)
- Ami Cassandrát illeti (The thing about Cassandra)
- Le a komor tengerhez (Down to an unless sea)
- Az igazság egy barlang a fekete hegyen (The truth is a cave in the black mountains)
- Utolsó házinénim ("My last landylady")
- Kalandos történet (Adventure story)
- Narancs (Orange)
- Mesenaptár (A calendar of tales)
- Halál és a méz esete (The case of death and honey)
- Aki elfelejtette Ray Bradburyt (The man who forgot Ray Randbury)
- Jeruzsálem (Jerusalem)
- Klikk-Klakk, a Zörgőszörny (Click-clack the rattlebag)
- A Közömbösség Rásegítő (An invocation of incuriosity)
- „És zokogni, mint Alexandrosz” ("And weep, like Alexander")
- Semmi óra (Nothing o'clock)
- Gyöngyök és gyémántok:tündérmese (Diamonds and pearls: a fairy tale)
- A sovány, fehér herceg visszatér (The return of the thin white duke)
- Nőnemű végződések (Feminime endigs)
- Tekintettel a formaságokra (Observing the formalities)
- Az alvó és az orsó (The sleeper and the spindle)
- A boszorka dolga (Witch work)
- Relig Odhráin földjén (In Relig Obráin)
- Fekete kutya (Black dog)

## Magyarul
- Felkavaró tartalom. A nyugalom megzavarására alkalmas történetek; ford. Galamb Zoltán; Agave Könyvek, Bp., 2015, 2020